# Ghanpur, Yadgir
Ghanpur là một làng thuộc tehsil Yadgir, huyện Gulbarga, bang Karnataka, Ấn Độ.